# Paul Levi
Paul Levi (11 de marzo de 1883 - 9 de febrero de 1930) fue un político alemán de origen judío, y destacado militante del Partido Socialdemócrata (SPD) y el Partido Comunista (KPD). Procedente del SPD, Levi se convirtió en el líder del Partido Comunista tras el asesinato de Rosa Luxemburgo y Karl Liebknecht en 1919. Después de haber sido expulsado por haber criticado públicamente las tácticas del KPD, acabaría integrándose en el Partido Socialdemócrata Independiente  (USPD), y finalmente volvería a acabar formando parte del SPD.

## Biografía

### Primeros años
Paul Levi nació el 11 de marzo de 1883 en Hechingen (Provincia de Hohenzollern), en el seno una acomodada familia de mercaderes judíos. Levi realizó sus estudios del Gymnasium en Stuttgart, y empezó a trabajar como abogado en Frankfurt en 1906, año en que también comenzó su militancia en el Partido Socialdemócrata de Alemania (SPD). Pronto se convirtió en uno de los miembros del ala izquierdista del SPD junto a otros destacados miembros como Rosa Luxemburg y Karl Liebknecht. De hecho, hacia 1913 se había convertido en el abogado de Rosa Luxemburg para los casos políticos.
Levi fue uno de los doce delegados que participó en el encuentro de marzo de 1915 que llevaría a la formación del Gruppe Internationale, antecesor de la Liga Espartaquista. Un mes después fue reclutado por el Ejército y enviado a los Vosgos, aunque en 1916 sería dado de baja por razones médidas. Entonces se estableció en Suiza y empezó a relacionarse con Karl Radek, Grigory Zinoviev y Vladimir Lenin, formando parte de la oficina de la llamada "Izquierda de Zimmerwald". Fue también uno de los firmantes de la declaración que aprobaba que Lenin y otros revolucionarios rusos viajaran a través de Alemania en un tren sellado, de regreso a Rusia. Levi regresó a Alemania después de la Revolución de Octubre, y desde marzo de 1918 vivió principalmente en Berlín, donde se convirtió en uno de los tres editores del Spartakusbriefe. Tras la fundación del Partido Comunista de Alemania (KPD) el 30-31 de diciembre de 1918, introdujo el debate sobre la "Asamblea Nacional".
En ese momento fue uno de los que se posicionó junto a la mayoría de la "Zentrale" del KPD en contra de las iniciativas de Karl Liebknecht y Wilhelm Pieck (que apoyaban al Comité Revolucionario junto con el Partido Socialdemócrata Independiente de Alemania y los Revolutionäre Obleute) que acabarían dando inicio al luego conocido como Levantamiento Espartaquista en enero de 1919.

### Líder comunista
Después del asesinato de los entonces principales líderes del KPD, Luxemburg, Liebknecht y Leo Jogiches, Levi tomó las riendas del partido como el principal líder del Partido comunista. En el segundo congreso del KPD en octubre de 1919, Levi expulsó al sector ultraizquierdista del partido, muchos de los cuales acabarían formando el Partido Comunista Obrero de Alemania (KAPD). Levi estuvo en prisión durante el Golpe de Kapp. En 1920, lideró la delegación alemana durante el 2.º Congreso Mundial de la Internacional Comunista en Moscú, durante el cual Levi intentó que la delegación del KAPD no pudiera estar presente. Durante esta época se aseguró de llevar al partido lejos de las políticas que desembocaran en una revolución inmediata, orientándolo más hacia las masas de trabajadores. Estos esfuerzos se vieron recompensados cuando una parte importante del USPD se unió al KPD después tras el Congreso de Halle del USDP, por lo que a partir de ese momento el KPD pasó a ser un partido de masas, por primera vez, con alrededor de 449.700 miembros.
Levi asistió al Congreso del Partido Socialista Italiano (PSI) celebrado en Livorno; el PSI se había unido recientemente a la Internacional Comunista, donde Levi había apoyado a Giacinto Serrati en contra de la facción comandada por Antonio Gramsci y Amadeo Bordiga. La disputa acabó con la salida de Gramsci, Bordiga y otros militantes, y la formación del Partido Comunista Italiano (PCI), apoyado por los representantes de la Comintern Mátyás Rákosi y Khristo Kabakchiev. El Comité Central del KPD mantuvo un debate sobre la cuestión italiana, durante el cual Levi y sus partidarios perdieron la votación por una pequeña mayoría que obtuvo la parte contraria, después de haberse enfrentado a la oposición liderada por Radek y Rákosi. A comienzos de 1921 Levi dimitió de la dirección del Partido, junto a su adjunto Ernst Däumig; le siguieron también Clara Zetkin, Otto Brass y Adolf Hofman, que también dimitieron del Comité Central. Todo esto estuvo precedido por la condena que había realizado la Internacional Comunista a la postura de Levi, y la posterior concesión que la Komintern hizo al KAPD, que obtuvo el estatus de "sección simpatizante" de la Internacional Comunista. Consecuencia de la salida de Levi, se incrementó de forma considerable la influencia de Béla Kun en el KPD, y el partido lanzó la llamada Acción de Marzo de 1921, una serie de revueltas organizadas por grupos comunistas, socialistas e izquierdistas que fracasaron ante la respuesta gubernamental.
Después del fracaso de las sublevaciones, Levi fue expulsado del Partido Comunista por haber criticado públicamente la línea política del partido. Lenin y Trotski se habían mostrado de acuerdo en buena medida con las críticas y la postura de Levi, pero no en la manera en que las había hecho. Lenin le envió una carta privada a través de su amiga Clara Zetkin, en la cual le pedía que aceptara la expulsión por "romper la disciplina" y adoptara a partir de entonces una postura menos hostil hacia el KPD y que avanzara hacia una mayor cooperación con los comunistas en la lucha de clases; Lenin le aseguró que de hacer esto, él mismo presionaría para que volviera a ser readmitido en el partido. Pero Levi no aceptó esta propuesta y continuó criticando al partido de forma abierta, lo que llevaría a Lenin a revisar la anterior postura favorable que había mostrado hacia Levi.

### Últimos años
Después de haber sido expulsado del Partido Comunista, Levi formó el "Colectivo de Trabajadores Comunistas" (Kommunistischen Arbeitsgemeinschaft, KAG) con el apoyo de otros militantes expulsados durante el congreso comunista de Jena de septiembre de 1921, que incluían 13 diputados comunistas por el Reichstag (entre los que se encontraba el propio Levi). En 1922 se unió al USPD, que posteriormente se uniría nuevamente al SPD.
Levi murió el 9 de febrero de 1930 en Berlín por las graves heridas sufridas a consecuencia de una caída por la ventana desde su ático situado en un quinto piso. Se encontraba en cama con neumonía, después de haber caído gravemente enfermo durante un juicio. Levi recibió numerosos obituarios, incluyendo a Albert Einstein. Después de su muerte, el Reichstag mantuvo un minuto de silencio en su memoria, momento durante el cual los miembros del KPD y del Partido Nazi salieron de la sala.